# Houma (Tonga)
Houma ist ein Dorf auf der tongaischen Insel Tongatapu. Es hatte 2021 eine Bevölkerung von 1932 Personen.

## Mapu a Vaea

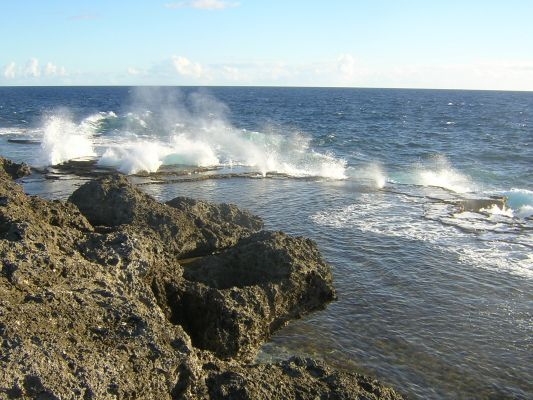
Mapu a Vaea

In Houma liegt „Mapu a Vaea“. Dies sind natürliche Blowholes. Wenn Wellen auf das Riff prallen, lassen natürliche Kanäle im Vulkangestein das Wasser kraftvoll hindurchströmen und als Fontäne zutage treten. Es ist einer der Höhepunkte der Touren um die Insel Tongatapu. Der Name leitet sich von dem Namen der Familie „Vaea“ ab, die in Houma lebt.